# Hurrikan Lisa (1998)
Hurrikan Lisa war der zwölfte tropische Wirbelsturm der atlantischen Hurrikansaison 1998. Der Sturm entwickelte sich aus einer tropischen Welle, die sich am 29. September von der westafrikanischen Küste löste. Bis zum 4. Oktober hatte sich eine oberflächennahe Zirkulation gebildet und in der Frühe des 5. Oktober wurde als tropisch klassifiziert; im Tagesverlauf erfolgte die Aufstufung zum tropischen Sturm. Anfänglich in nordwestlicher Richtung ziehend, drehte Lisa nach Nordosten und beschleunigte dann in nördlicher Richtung. Der Sturm wurde vor dem Übergang in ein außertropisches System über den kalten Gewässern des nördlichen Atlantik noch zum Hurrikan. Da Lisa weitab von Land blieb, gibt es keine Berichte über Schäden.

## Sturmverlauf

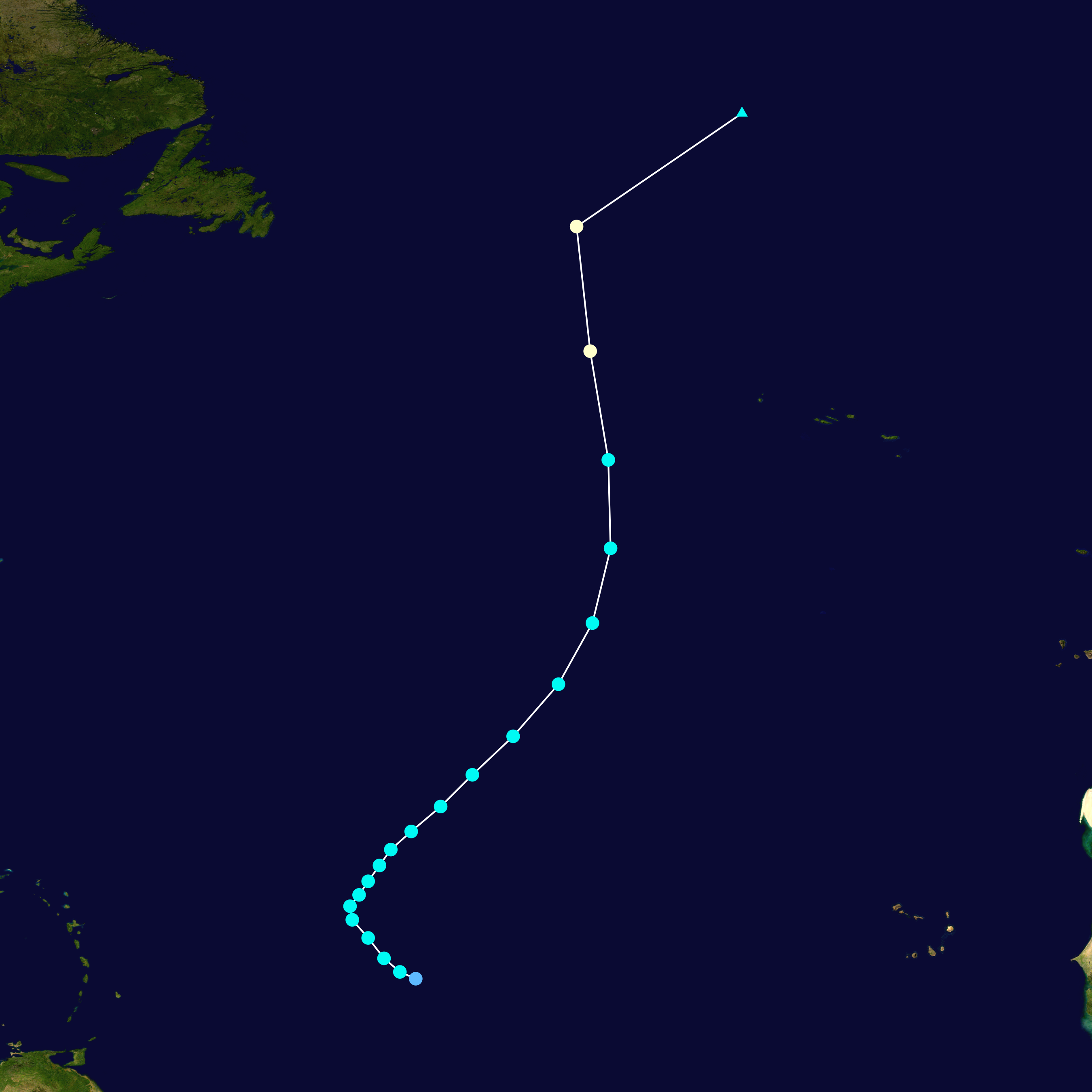
Zugbahn von Hurrikan Lisa

Eine tropische Welle, die am 29. September von der Westküste Afrikas in den Atlantischen Ozean hinaustrieb, organisierte sich gut und entwickelte rege Bewölkungstätigkeit. Am nächsten Tag geriet das System jedoch in den Einfluss der innertropischen Konvergenzzone. Erst am 3. Oktober wurde das System besser erkennbar, als die Konvektion zunahm. Erste Anzeichen einer oberflächennahen Zirkulation zeigten sich am 4. Oktober, als das Tiefdruckgebiet sich etwa auf dem halben Weg zwischen Afrika und den Kleinen Antillen befand. Es wird vermutet, dass das System am 5. Oktober um 0:00 Uhr UTC zu einem tropischen Tiefdruckgebiet wurde.
Anfänglich war das Tiefdruckgebiet schlecht organisiert, da es durch ein Tiefdruckgebiet in der Höhe im Nordwesten des Sturmsystems starker Windscherung ausgesetzt war. Die westliche Hälfte der Zirkulation war vom Konvektionsgebiet getrennt, in der östlichen Hälfte dauerte eine tiefe Konvektion an. Am 5. Oktober hatte sich das System so stark intensiviert, dass es vom National Hurricane Center zum Tropischen Sturm Lisa hochgestuft wurde; die operativen Berichte deuteten an, dass es bereits achtzehn Stunden zuvor die Stärke eines tropischen Sturmes erreicht hatte. Dasselbe Tiefdruckgebiet, das zuvor die Windscherung erzeugt hatte, verursachte in einem Hochdruckrücken im Norden des Sturms eine Schwäche, wodurch der Sturm begann, nach Norden zu ziehen. Aufgrund der Windscherung schien es zu dem Zeitpunkt unwahrscheinlich, dass sich Lisa weiter intensivieren würde. Lisa verfügte aber über eine relativ große Zirkulation und war damit der Windscherung gegenüber widerstandsfähiger als Wirbelstürme mit kleinerer Zirkulation. Während des Vormittags des 7. Oktobers befand sich das Zirkulationszentrum ständig in der Nähe der stärksten Konvektion. Eine Messboje in der Nähe meldete Windgeschwindigkeiten von fast 110 km/h, was darauf hinwies, dass die andauernde Windgeschwindigkeit etwa 95 km/h betrug. Ein starker baroklinischer Trog wandelte sich über ein starkes Tiefdruckgebiet über dem mittleren Nordatlantik, was Lisa zu einer Drehung in nordöstlicher Richtung zwang.

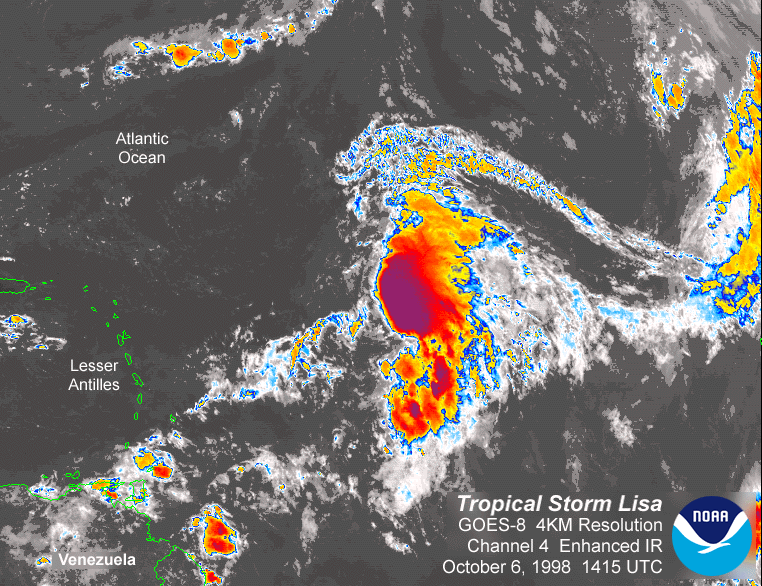
Tropischer Sturm Lisa am 6. Oktober

Früh am 8. Oktober erschien der Sturm auf Satellitenbildern besser definiert. Im Tagesverlauf bestand in der Nähe seines Zentrums Gewitteraktivität und Bandstrukturen entwickelten sich, beides Anzeichen für eine Intensivierung. Diese wurde auf schwächer gewordene Windscherung oder den Einfluss durch den Trog zurückgeführt. Außerdem versuchte der Sturm, ein Auge zu bilden. Lisa raste in nordöstlicher Richtung davon, am Nachmittag des 9. Oktobers mit einer Vorwärtsgeschwindigkeit von mehr als 90 km/h. Aufgrund des Tiefdruckgebietes im Westen und eines Hochdrucksystems im Osten drehte die Zugrichtung mehr nach Norden. Um 12:00 Uhr UTC erreichte der Sturm die Kategorie 1 auf der Saffir-Simpson-Hurrikan-Windskala. Kurz darauf verlor der Sturm über dem kalten Wasser des nördlichen Atlantiks seine tropischen Eigenschaften und wandelte sich in einen außertropischen Sturm. Er verband sich mit einem außertropischen Frontensystem und am 10. Oktober war keine gutdefinierte Zirkulation mehr erkennbar.

## Auswirkungen und Benennung
Weil Lisa weit vom Land weg blieb, wurden keine Schäden an Eigentum und an Leben gemeldet. Es waren keine Schiffe betroffen und es wurden keine Sturmwarnungen ausgegeben. Es war das erste Mal, dass der Name Lisa im Atlantik für einen tropischen Sturm verwendet wurde. Da es keine Auswirkungen an Land gab, wurde der Name nicht von der Liste der Namen tropischer Wirbelstürme gestrichen, sondern im Jahr 2004 wieder vergeben und befindet sich auch auf der Liste, wie sie während der Hurrikansaison 2010 verwendet wird.